# Municipio de Liberty (condado de Iron)
El municipio de Liberty (en inglés: Liberty Township) es un municipio ubicado en el condado de Iron en el estado estadounidense de Misuri. En el año 2010 tenía una población de 493 habitantes y una densidad poblacional de 2,16 personas por km².

## Geografía
El municipio de Liberty se encuentra ubicado en las coordenadas 37°27′55″N 90°39′41″O / 37.46528, -90.66139. Según la Oficina del Censo de los Estados Unidos, el municipio tiene una superficie total de 228.75 km², de la cual 227,78 km² corresponden a tierra firme y (0,42 %) 0,97 km² es agua.

## Demografía
Según el censo de 2010, había 493 personas residiendo en el municipio de Liberty. La densidad de población era de 2,16 hab./km². De los 493 habitantes, el municipio de Liberty estaba compuesto por el 86,41 % blancos, el 10,34 % eran afroamericanos, el 0,61 % eran amerindios, el 0,2 % eran de otras razas y el 2,43 % eran de una mezcla de razas. Del total de la población el 2,43 % eran hispanos o latinos de cualquier raza.